# D-Day
D-Day bezeichnet im Englischen den Stichtag militärischer Operationen. Ein vergleichbarer deutscher Ausdruck ist Tag X, ein französischer jour J. In vielen Sprachen steht der Ausdruck heute speziell für den 6. Juni 1944 als Beginn der Landung der Alliierten in der Normandie im Zweiten Weltkrieg.

## Wortherkunft
Das Kürzel D-Day (ebenso wie H-Hour oder auf Deutsch Tag X) bezeichnet den Zeitpunkt einer größeren militärischen Operation, ohne etwas über den Inhalt, Ort oder Zeitpunkt selbst zu verraten. D-Day wird dabei im Englischen auch als Kürzel für Day Day, Departure Day, Decision Day, Delivery Day, Deliverance Day, Doomsday oder Debarkation Day angesehen, doch ist die Herkunft der Bezeichnung nicht gesichert. Als alternative Erklärung findet man häufig auch, dass D und H einfach Wiederholungen von Day beziehungsweise Hour sind. Dafür spricht, dass die Franzosen „Jour J“ sagen, was dem gleichen Schema folgt. Vermutlich wurde dies zunächst nur als Platzhalter für einen bestimmten Tag und eine bestimmte Uhrzeit verwendet, wobei diese noch nicht feststanden oder geheim zu halten waren.
Die erste nachweisliche Nutzung der Bezeichnungen war im Ersten Weltkrieg und findet sich in der Field Order Number 9, First Army, American Expeditionary Forces vom 7. September 1918 zur Schlacht von St. Mihiel. Dort heißt es:

“The First Army will attack at H hour on D day with the object of forcing the evacuation of the St. Mihiel Salient.”

„Die Erste Armee wird zur Stunde H am Tage D angreifen mit dem Ziel, die Räumung des St.-Mihiel-Bogens zu erzwingen.“

Deswegen wird in der Planung der Operationen unabhängig vom schließlich festgelegten Tag für die Schritte/Aufgaben an den Tagen davor und danach folgendermaßen gezählt: D − 4 steht z. B. für den 4. Tag vor dem Tag X, D + 7 für den 7. Tag nach dem Tag X.

## Landung in der Normandie

Französische 2-Euro-Gedenkmünze zum 70. Jahrestag (2014)

Allgemein ist der 6. Juni 1944 als D-Day bekannt – der Tag, an dem während des Zweiten Weltkrieges die Landung alliierter Truppen in der Normandie begann und damit die lang geplante Eröffnung einer Westfront als zweiter Hauptfront der Anti-Hitler-Koalition. Der D-Day war der Beginn der Operation Overlord, die Landung selbst und die erste Phase von Overlord bis zur Etablierung eines sicheren Brückenkopfes verliefen unter dem Codenamen Operation Neptune.
Popularisiert wurde der Begriff D-Day für die Landung in der Normandie durch Spielfilme und Serien wie Der längste Tag, Der Soldat James Ryan und Band of Brothers – Wir waren wie Brüder sowie durch zahlreiche Bücher und Videospiele. Das ikonische Foto Into the Jaws of Death versinnbildlicht die Bedeutung des Tages in der Erinnerungskultur. Jährlich finden am 6. Juni Gedenkveranstaltungen statt, zu denen regelmäßig Staatsgäste aus aller Welt nach Frankreich anreisen.

## Sonstige Begriffsverwendung
- Die Abkürzung D-Day wird auch für Decimal Day verwendet, den 15. Februar 1971, an dem das Pfund Sterling auf das Dezimalsystem umgestellt wurde.
- Die Treuhandanstalt plante die Übernahme von Liegenschaften der PDS zum 24. Juni 1991 unter dem Codenamen D-Day, was zu einer parlamentarischen Anfrage im Bundestag führte.[4]
- Unter dem internen Schlagwort D-Day plante die FDP seit Ende September 2024 den Bruch der Ampelkoalition.[5][6] Die Presse sprach insoweit von der D-Day-Affäre.[7]